# Амосова-Бунак, Ольга Фёдоровна
Ольга Фёдоровна Амосова-Бунак (18 [30] июня 1888, Ораниенбаум, Санкт-Петербургская губерния — 25 мая 1965, Москва) — русская советская художница неоклассицистического направления, сценограф

, художник-график.

## Биография
Дочь вице-адмирала Ф. И. Амосова, мать художницы происходила из купеческой семьи.
Начальное художественное образование получила в Рисовальных классах Я. С. Гольдблата (1903—1905). Её ученические работы экспонировались на выставках Академии художеств. По состоянию здоровья с 1907 по 1911 гг. жила в Крыму, где работала в основном в жанре пейзажа. В 1911 году уехала в Италию для продолжения художественного образования. По 1914 год училась в Английской академии художеств в Риме.
С 1912 года участница петербургских выставок «Товарищества независимых» (1912, 1913) и «Нового общества художников» Д. Н. Кардовского (пейзажи, декоративные композиции 1912—1913, 1914—1915). Выставлялась в галереях: московской К. А. Лемерсье и петербургской Н. А. Добычиной. Художница в то время испытывала сильное влияние «мирискусников», творчества Рериха.
В июне 1915 года состоялась первая персональная выставка произведений художницы в Камероновой галерее Царского Села, получившая положительные отзывы в прессе. Все 260 работ, экспонировавшиеся на этой выставке, (станковая живопись и рисунки) погибли во время Гражданской войны. Частично репродукции этих произведений были опубликованы в журналах «Солнце России», «Лукоморье», «Огонёк», в которых Амосова работала как иллюстратор.
Как театральная художница начинала в 1915 году с оформления петроградских спектаклей К. А. Марджанова, Н. Н. Евреинова (театр «Привал комедиантов»), И. М. Лапицкого. Переехав в Москву в 1918 году, работала в Театре оперетты, 1-й студии МХТ и других. В качестве художницы участвовала в создании первого спектакля поставленного на сцене Московского театра Революции («Ночь» М. Мартине. Постановка А. Б. Велижева). Оформляла спектакли по пьесам Островского («Не сошлись характерами»), Мольера («Мещанин во дворянстве»), Шекспира («Гамлет»). Наиболее удачной считается её работа в спектакле «Газ» (пьеса Г. Кайзера). Сценография Амосовой выдержана в духе конструктивизма.
Работала художницей в киноателье А. А. Ханжонкова (1918—1919). Ни один из фильмов, в создании которых Амосова приняла участие, не сохранился.
В годы Гражданской войны потеряла мужа, Л. Н. Аннибала (пропал без вести).
Позднее заведовала художественными мастерскими народного комиссариата здравоохранения.
В 1926 году приняла участие в экспедиции Института этнографии в Танну-Тувинскую республику. По её материалам создала серию монументальных полотен, посвящённых жизни тувинцев. Руководитель экспедиции, антрополог и этнограф В. В. Бунак, стал вторым мужем Амосовой.
Работала на фабрике Гознак с 1928 по 1931 гг.
В середине 30-х годов осваивает технику линогравюры. Работает под руководством Фаворского в Институте усовершенствования художников-графиков.
Член МОССХа (секция графики) с 1938 года.
В 1941 году подготовила свою вторую персональную выставку, открыть её помешала война.
Вторую половину творческой жизни провела в Москве и Ленинграде. Создала большое количество живописных и графических произведений, преимущественно архитектурных пейзажей, серию гравюр «Архитектура Москвы в прошлом и настоящем». Иллюстрировала книги.
Работы Амосовой-Бунак хранятся в ГРМ, Музее изобразительных искусств им. А. С. Пушкина, Театральном музее им. А. А. Бахрушина (наиболее крупное собрание), частных коллекциях.
Умерла в 1965 году. Похоронена на Востряковском кладбище.